# Алгебрична топология
Алгебрична топология (или комбинаторна топология) е дял от математиката, който използва средства от алгебрата за изследване на топологични пространства. За основна цел на алгебричната топология може да се приеме намирането на алгебрични инварианти, които да класифицират топологичните пространства с точност до хомеоморфизъм. Тъй като тази цел в много от случаите е твърде амбициозна, по-достижимата цел е класификацията да се стигне до хомотопна еквивалентност.
Основен метод в алгебричната топология е изследването на пространства чрез търсене на подходящи изображения на алгебричните инварианти в групи, като по този начин твърденията се преформулират в съответни твърдения за групи, и тяхното доказване, в много от случаите, става по-лесно. Ползват се фундаментални групи, или хомотопна теория, и хомологии и кохомологии. Фундаменталните групи дават важна информация за структурата на топологичното пространство, но в повечето случаи са неабелеви, което е наложило въвеждането на групите от хомологии и кохомологии, които са абелеви и често крайно породени. Крайно породените абелеви групи са напълно класифицирани и лесни за манипулиране.
За основополагащи трудове се приемат тези на Анри Поанкаре от края на 19 век. Именно той въвежда понятията фундаментална група и симплициална хомология. Топологични изследвания са открити още у Леонард Ойлер през 18 век, и след това у Карл Фридрих Гаус и Бернхард Риман от края на 18 до средата на 19 век.
Бележити алгебрични тополози са:
- Карол Борсук
- Лойцен Егбертус Ян Брауер
- Ото Херман Кюнет
- Самюъл Айленберг
- Хайнц Хопф
- Сондърс Маклейн
- Джордж Уайтхед
- Егберт ван Кампен
- Денис Съливън